# ウナラスカ空港
ウナラスカ空港（英語: Unalaska Airport）とは、アメリカ合衆国アラスカ州のアリューシャン列島フォックス諸島アマクナック島ウナラスカに位置する空港である。「ダッチハーバー空港」とも呼ばれる。

## 立地
アンカレッジ、シアトルから約3140kmに位置している。

## 設備
アスファルトの滑走路で幅30m、1250mの一本を有する。

## 就航路線
- アラスカ航空・アンカレッジ
- グラント航空・アクタン島、アトカ島、ニコルスキー

貨物線:ACE・アンカレッジ

## 歴史
- 2002年 - アラスカ州は、同年の飛行機事故で死亡したブッシュパイロット（英語版）のチャールズ·トーマス·マドセンシニア (Charles Thomas Madsen Sr.) に敬意を表してトム·マドセン空港 (Tom Madsen Airport) に空港の名前を変更した[4]。しかし連邦航空局は「ウナラスカ空港」の呼称を引き続き採用している[2]。

## 旅客数
連邦航空局によると、2008年には28234人、2009年には26705人、2010年には26711人が利用した

。

## ゲーム
Microsoft Flight Simulator Xに付属の「ダッチハーバーアプローチ」のミッションとして登場する。